# Східний Тимор (провінція Індонезії)
Провінція Східний Тимор (індонез. Provinsi Timor Timur) — офіційна назва Східного Тимору в роки індонезійської окупації (1975–1999).

## Історія подій

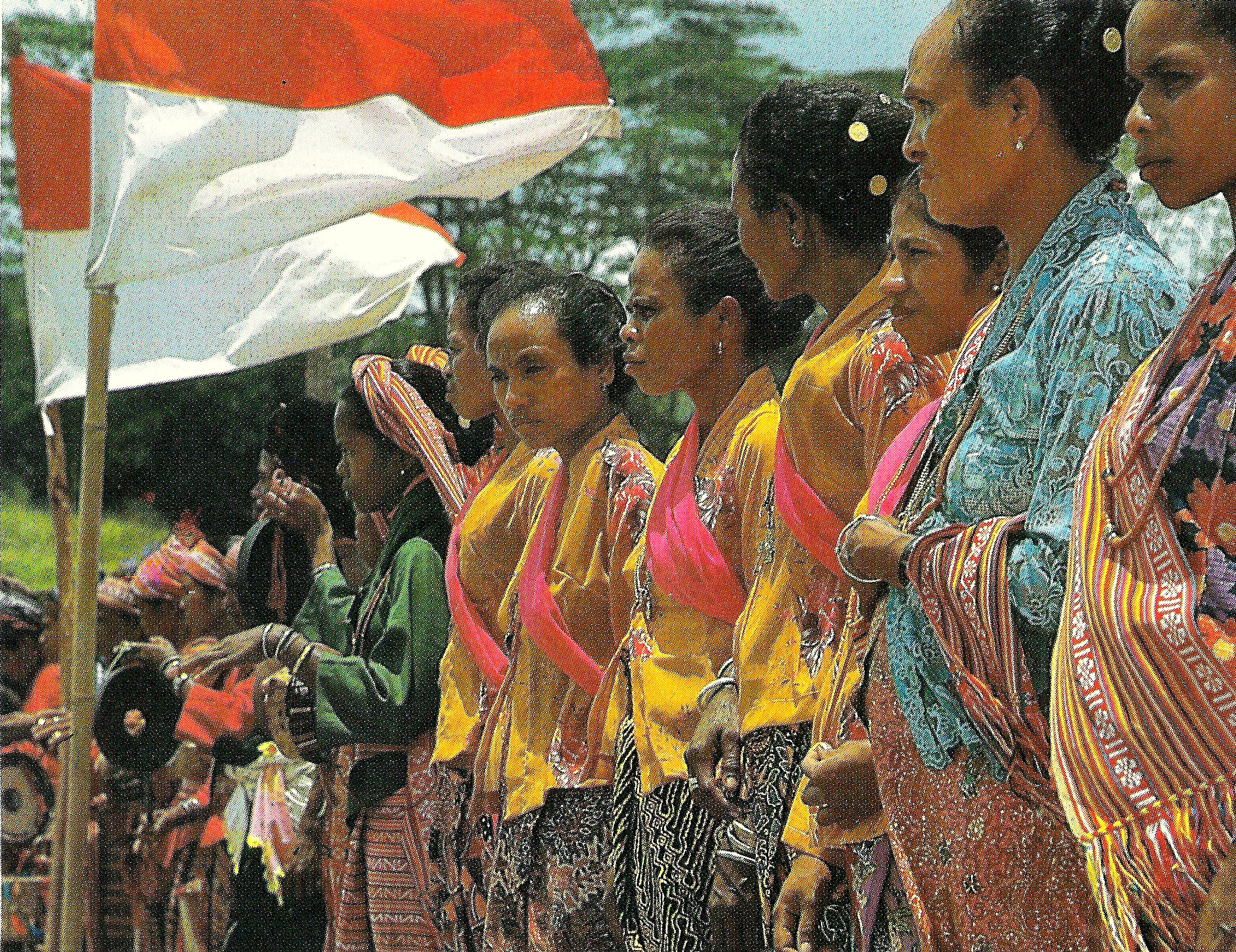
Тиморські жінки з індонезійським прапором

Португальський Тимор (Тимор-Лешті) проголосив свою незалежність 28 листопада 1975 року. Дев'ять днів по тому, Індонезія почала вторгнення на цю територію. Індонезія оголосила про приєднання Східного Тимору 17 липня 1976 року як 27-ї провінції. При цьому законодавчо була закріплена індонезійська назва території — Timor Timur, а використання португальської мови було тоді заборонено.
Анексія була визнана найбільшими країнами світу, включаючи США і Австралію, але факт анексії був оскаржений в Організації Об'єднаних Націй.
Індонезійці покинули Східний Тимор в 1999 році — територія перейшла під управління ООН, а в 2002 році був відновлений державний суверенітет цієї території. Як самоназву країни було знову закріплено її португальське найменування — Тимор-Лешті.

## Губернатори провінції
- Арнальдо дос Реіс Араужу (4 серпня 1976–1978)
- Гільєрме Марія Гонсалвіш 1978–1982
- Маріу Віегас Карраскалау 18 вересня 1982 — 11 вересня 1992
- Хосе Абіліо Осоріо Соарес 11 вересня 1992 — жовтень 1999